# Matter Vispa
La Matter Vispa è il fiume che percorre la Mattertal (la valle di Zermatt) nel Canton Vallese, in Svizzera.

## Percorso
È un fiume lungo 30 km, che nasce dalla confluenza tra la  Gornera e la Zmuttbach, e che dà origine alla Vispa confluendo con la Saaser Vispa, a Stalden.
La Matter Vispa riceve diversi affluenti tra cui  la Findelbach, la Triftbach, la Täschbach, la Schalibach, la Dorfbach, la Geisstriftbach, la Jungbach, la Emdbach e la Törbelbach.
La Matter Vispa bagna diversi comuni tra i quali Zermatt, Täsch, Randa, Grächen, Sankt Niklaus e Stalden.

## Voci correlate

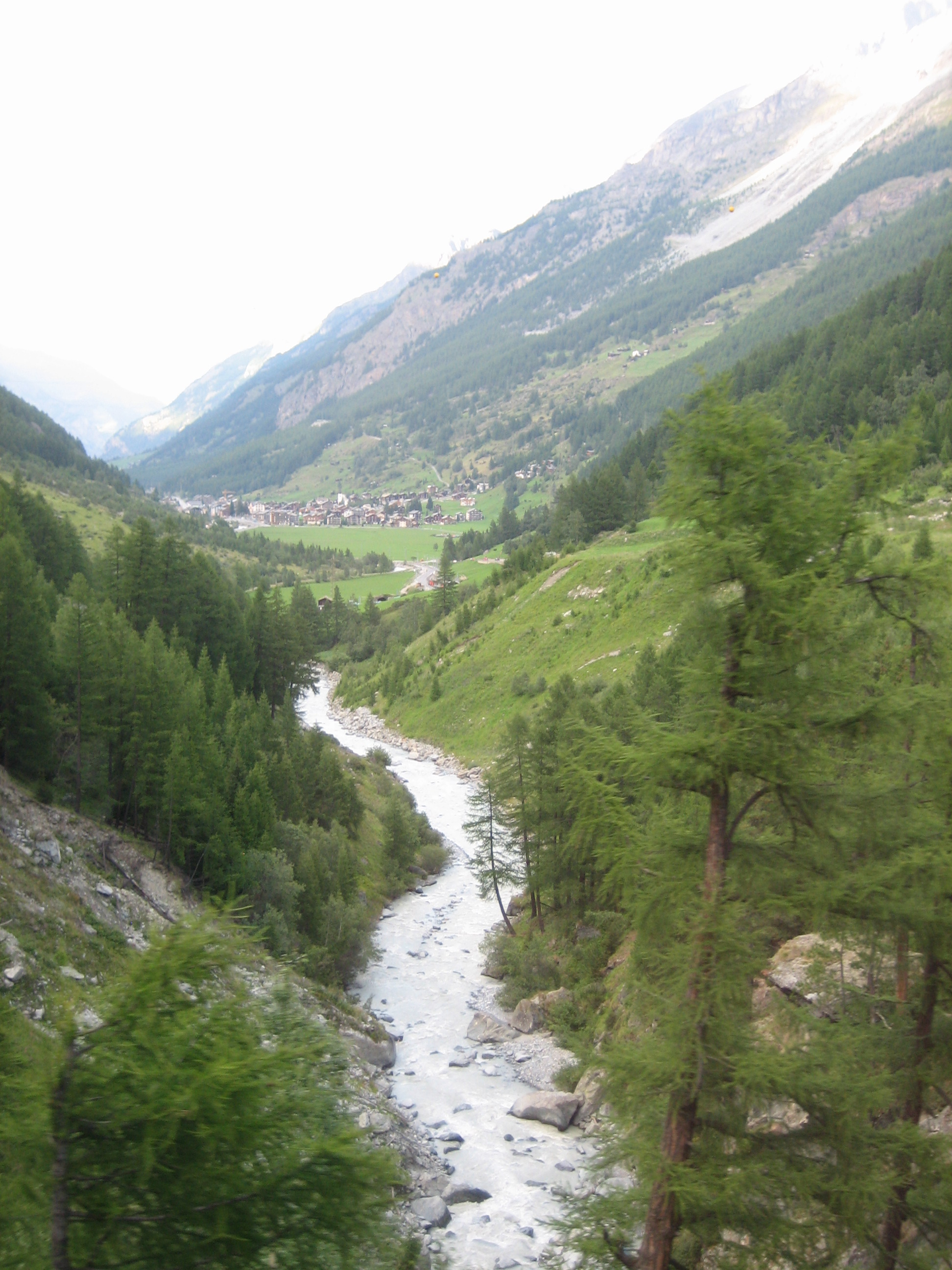
La Matter Vispa tra Zermatt e Täsch.